# Guido Gezellegenootschap
Het Guido Gezellegenootschap is een vereniging zonder winstoogmerk, opgericht in 1961, met als doel de studie over het oeuvre van Guido Gezelle te stimuleren.

## Geschiedenis
De vereniging kwam tot stand op initiatief van de uitgever Albert Pelckmans in Kapellen. Stijn Streuvels aanvaardde er de erevoorzitter van te worden. De dertien stichtende leden waren: José Aerts, Willem Asselberghs, Karel De Busschere, Gerard Knuvelder, Raf Seys, Jos Van Dijck, René van Sint-Jan, Bernard Frans van Vlierden, Jan Westenbroek, Frank Baur, Jan De Cuyper, José de Mûelenaere en Antoon Viaene.
De kennis aanmoedigen van het oeuvre van de grote dichter, schrijver en taalkundige Gezelle en het stimuleren van de studie ervan, zijn de essentiële doelstellingen van de vereniging. 
Het eerste doel bereikte een hoogtepunt door de publicatie, van 1980 tot 1991, van het Verzameld dichtwerk door de uitgeverij Pelckmans - Nederlandse Boekhandel. De wetenschappelijke medewerking van het Gezellegenootschap en zijn leden was hierbij essentieel. Het stimuleren van de Gezellestudies blijft doorheen de jaren de belangrijkste doelstelling van de vereniging.
Het genootschap dat door coöptatie nieuwe leden opneemt, verenigt Gezellekenners, zowel in zijn bestuur als in zijn ledenbestand: professoren, wetenschappers, conservators van musea, bibliothecarissen, literatuurhistorici, leraars, leden van de Koninklijke Academie voor Nederlandse Taal en Letteren. Ze verrichten onderzoek over Gezelle of werken in hun professionele praktijk rond zijn persoon en zijn oeuvre. Een en het ander leidt in vele gevallen tot publicaties of tot mededelingen op bijeenkomsten of studiedagen. 
Het tweede en permanente doel bestaat erin een wetenschappelijk gefundeerde kennis over de Meester en zijn werk te verspreiden bij een breed publiek. Dit gebeurt hoofdzakelijk via lezingen, publicaties, studiedagen, tentoonstellingen, medewerking aan erfgoeddagen, herdenkingen bij belangrijke verjaardagen, enz. De ontwikkeling van de elektronische media heeft nieuwe mogelijkheden geschapen tot bekendmaking via teksten en film.
Het genootschap houdt zijn jaarlijkse algemene vergadering in mei. Telkens komt een spreker aan het woord met een wetenschappelijke lezing. Elk jaar in november organiseert het genootschap een studiedag voor geïnteresseerden in Gezelle. Telkens wordt een  thema behandeld, waarbinnen Gezelle wordt gesitueerd. Onder deze thema's zijn te vermelden:
- De strijdbare katholieke kerk in de 19e eeuw.
- Gezelles netwerken.
- Neogotisch  drukwerk.
- Oudheidkundig onderzoek in de negentiende eeuw.
- De politieke pers en Gezelle.
- Gezelle en muziek.
- Gezelle en het onderwijs.
- Taalbroeders. Gezelles correspondentie met leden van de Koninklijke Vlaamsche Academie voor Taal- en Letterkunde.

## Samenwerkingen
Het Guido Gezellegenootschap heeft contacten en werkt samen met andere initiatieven over en rond Guido Gezelle. 
In 1966 werd in de schoot van de Universitaire Faculteiten Sint-Ignatius Antwerpen (UFSIA), later Universiteit Antwerpen, door professor René Lissens het Centrum voor Gezellestudie opgericht. Het genootschap onderhield persoonlijke en organisatorische contacten met dit centrum. In 1987 werd een fusie aangegaan tussen de Gezellekroniek en de door het centrum uitgegeven Gezelliana.
In de jaren 1990 werden de onderzoekscentra door de universitaire overheid gereorganiseerd. In 1995 werd het Gezellecentrum ondergebracht in het Centrum Nederlandse Literatuurgeschiedenis of CNL (samen met de studie van de middeleeuwen en de zeventiende eeuw) en in 2003 in het ruimere Instituut voor de Studie van de Letterkunde van de Nederlanden of ISLN. Aangezien onderzoekscentra aan universiteiten  hoofdzakelijk bestaan bij gratie van externe financiering en van een actieve leiding, bestond het Gezellecentrum na oktober 2011 (emeritaat professor Couttenier) nog enkel op papier. Voortaan was het Gezelle-archief, gehuisvest in de stadsbibliotheek van de stad Brugge, het centrum van het Gezelle-onderzoek en het Genootschap sloot zich hierbij aan. Vanaf 2017 nam het actief deel aan de verzameling, ordening en online beschikbaarstelling van de omvangrijke correspondentie van en naar Gezelle. Ze was tevens actief in het opsporen, verwerven en ter beschikking stellen van interessante archieven, zoals dat van Cordelia Van de Wiele, de Kortrijkse medewerkster van Gezelle.
Het Guido Gezellegenootschap heeft, samen met de Guido Gezellekring, het voortouw genomen voor het organiseren van een Gezellejaar in 2024, naar aanleiding van de honderdvijfentwintigste verjaardag van Gezelles overlijden. In samenwerking met de Katholieke Universiteit Leuven, afdeling Kortrijk en de erfgoeddiensten van Brugge, Middenwest- en Zuidwest-West-Vlaanderen, worden activiteiten voorbereid.

## Publicaties
Van 1963 tot 1987 publiceerde de vereniging het semestrieel tijdschrift Gezellekroniek. In 1987 fuseerde dit tijdschrift met Gezelliana, uitgegeven door het Centrum voor Gezellestudie van de Antwerpse universiteit, voortaan onder de naam Gezelliana, kroniek van de Gezellestudie. Het tijdschrift verdween in 2014. Er werd in deze publicaties een schat aan gegevens over en rond Gezelle en zijn werk bijeengebracht. Het is voor een breed publiek door de website dbnl gedeeltelijk ontsloten. In 2022 werd het voornemen genomen om vanaf 2024, naar het voorbeeld van het Stijn Streuvelsgenootschap, een jaarboek uit te geven.
Bestuursleden en leden van het Gezellegenootschap publiceren regelmatig in tal van literaire en historische tijdschriften. De bibliografie van deze publicaties en van alles wat over Gezelle wordt gepubliceerd, wordt nauwlettend bijgehouden.

## Voorzitters
- 1961-1964: Antoon Viaene
- 1964-1967: Jan De Cuyper
- 1967-1981: Gerard Knuvelder
- 1981-1989: August Keersmaekers
- 1989-1992: Robert Lagrain
- 1992-1998: Ludo Simons
- 1998-2008: Piet Couttenier
- 2008-2021: Jan Geens
- 2021-    : Karel Platteau

## Secretarissen
- J. Van Dyck
- Ludo Simons
- An De Vos
- Inge Geysen

## Leden
- Nienke Bakker (+)
- Frank Baur (+)
- Frans Berkelmans[2]
- Jozef Boets (+)
- Leen Cartreul
- Paul Claes
- Victor Claes (+)[3]
- Piet Couttenier
- Karel De Busschere (+)
- Jan De Cuyper (+)
- Boudewijn De Leeuw[4]
- Jan De Maeyer[5]
- André Demedts (+)
- José de Mûelenaere (+)
- Bernard Denys (+) [6]
- Ada Deprez (+)
- Els Depuydt[7]
- Marcus de Schepper[8]
- Freddy De Schutter (+)
- An De Vos
- Christine D'haen (+)
- Jan Geens[9]
- August Keersmaekers (+)
- Bernard van Vlierden (+)
- Gerard Knuvelder (+)
- An Labis
- Robert Lagrain (+)
- Patrick Lateur
- Willy Leloup[10]
- René Felix Lissens (+)
- Karel Meeuwesse (+)
- Willy Muylaert[11]
- Jan Pauwels[12]
- Albert Pelckmans (+)
- Karel Platteau[13]
- Raf Seys (+)
- Ludo Simons
- Arnold Strobbe
- Paul Thoen[14]
- Lucien Van Acker
- Lori Van Biervliet[15]
- Bart Vandekerkhove[16]
- Rudolf Van de Perre (+)
- Urbain Van de Voorde (+)
- Anton van Duinkerken (+)
- Johan Van Iseghem
- René van Sint-Jan (+)
- Jan F. Verdonck
- Julien Vermeulen
- Flor Van Vinckenroye (+)[17]
- Romain Vanlandschoot
- Herman Verstraete[18]
- Jan Westenbroek (+)

## Voetnoten
1. ↑   Men kan er alle titels van de gepubliceerde bijdragen in vinden, maar van een niet onbelangrijk deel ervan wordt gemeld dat ze wegens auteursrechtelijke redenen niet beschikbaar zijn.
2. ↑  Monnik in de Adelbertabdij van Egmond-Binnen, Nederland
3. ↑   Slavist, neerlandicus, vertaler, hoogleraar Universiteit Antwerpen
4. ↑   Publiceerde over Gezelle
5. ↑   Hoogleraar KU Leuven, directeur KADOC, historicus.
6. ↑   Directeur van het woonerf Groot Begijnhof in Leuven (Roeselare, 10 januari 1934 - Leuven, 15 juli 2020)
7. ↑   Conservator Guido Gezellearchief Brugge
8. ↑   Bibliofiel, bibliograaf, schreef Gezelle beschreven 1899-1990, 2000
9. ↑   em. hoogleraar
10. ↑   Ereconservator van het Groeningemuseum Brugge.
11. ↑   Erebibliothecaris van de stad Brugge.
12. ↑   Germanist, bibliothecaris, romancier
13. ↑   Publiceert over Gezelle en Stijn Streuvels
14. ↑   Vertaler uit het Hebreeuws
15. ↑   historica
16. ↑   Voorzitter Guido Gezellekring
17. ↑   directeur provinciaal hoger handelsinstituut Hasselt (Kortessem, 1 augustus 1920 - Hasselt, 29 augustus 2005)
18. ↑   Schooldirecteur Poperinge, historicus